# رمسدن ۸۰۰۱
سیارک ۸۰۰۱ (به انگلیسی: 8001 Ramsden، نامگذاری:1986TR3) هشت هزار و یکمین سیارک کشف شده‌است که در ۴ اکتبر ۱۹۸۶ کشف شد.
قدر مطلق سیارک برابر ۳۳.۸ است.